# Antone Davis
Antone Eugene Davis (Fort Valley, 28 febbraio 1967) è un ex giocatore di football americano statunitense che ha militato nel ruolo di offensive tackle nella National Football League (NFL). Al college giocò a football a Tennessee

## Carriera
Davis fu scelto come ottavo assoluto nel Draft NFL 1991 dai Philadelphia Eagles. Nella sua stagione da rookie disputò come titolare 15 partite, perdendo solo quella della settimana sette. Altre 15 ne disputò l'anno successivo 1992, saltando l'unica per un infortunio al ginocchio. Giocò sempre come tackle destro titolare nel 1993 ma fu spostato a guardia sinistra nel 1994 dopo che la squadra scelse il tackle Bernard Williams nel Draft NFL 1994. Davis faticò nel nuovo ruolo e fu messo in panchina nelle ultime due partite della stagione. Iniziò il 1995 come riserva ma gli infortuni dei compagni gli fecero comunque disputare come titolare tutte le ultime 13 gare della stagione. Considerato una scelta del draft negativa a Philadelphia, Davis firmò con gli Atlanta Falcons nel 1996 disputandovi due stagioni.

## Palmarès
- PFWA All-Rookie Team - 1991

## Statistiche
| Partite             | 97 |
| Partite da titolare | 87 |